# هوراسيو إسترادا
هوراسيو إسترادا (بالإنجليزية: Horacio Estrada)‏ هو لاعب كرة قاعدة أمريكي، ولد في 19 أكتوبر 1975 في San Joaquín Municipality, Carabobo ‏ في فنزويلا.

## وصلات خارجية
- هوراسيو إسترادا على موقعبيزبول رفرنس.كوم (الدوري الرئيسي) (الإنجليزية)
- هوراسيو إسترادا على موقعبيزبول رفرنس.كوم (الدوري الثانوي) (الإنجليزية)
- هوراسيو إسترادا على موقع مشجعي الرسوم البيانية (الإنجليزية)